# Vlag van Sør-Trøndelag

Vlag van Sør-Trøndelag

De vlag van Sør-Trøndelag is op 9 december 1983 officieel ingesteld als de provincievlag van de Noorse provincie Sør-Trøndelag. De vlag toont twee rode bijlen gekruist en een rode kruisstaf in een geel veld. De bijlen worden altijd verbonden met St.-Olaf, koning Olaf II, die in 1030 werd verslagen en gedood in de Slag bij Stiklestad, ongeveer 80 kilometer ten noorden van Trondheim. Het wapen werd al in de 15e eeuw gevoerd door Trondheims aartsdiocees.
De vlag toont hetzelfde beeld als het gemeentewapen.
Op 1 januari 2020 fuseerde de provincie Sør-Trøndelag met Nord-Trøndelag tot de nieuwe provincie Trøndelag waardoor het gebruik hiervan als provincievlag is komen te vervallen.

## Verwante afbeeldingen

Wapen van Sør-Trøndelag